# تولا، ساردینیا
تولا، ساردینیا (به ایتالیایی: Tula) یک کومونه در ایتالیا است که در استان ساساری واقع شده‌است.

## خصوصیات
تولا ۶۵٫۶ کیلومترمربع مساحت و ۱٬۶۶۴ نفر جمعیت دارد و ۲۷۵ متر بالاتر از سطح دریا واقع شده‌است.